# Ficus ruyuanensis
Ficus ruyuanensis là một loài thực vật có hoa trong họ Moraceae. Loài này được X.S.Zhang mô tả khoa học đầu tiên năm 1982.